# Detàvia
Detàvia,Dethawia, és un gènere monotípic de plantes amb flors apiàcies. L'única espècie del gènere és la detàvia (Dethawia tenuifolia)
És una herbàcia perenne de 20 a 50 cm d'alt, glabra, de rabassa gruixuda, coberta de residus fibrosos de les fulles velles, tija feble, erecta, flexuosa, poc ramificada, gairebé sense fulles; fulles basals nombroses de 5-25 cm 3-4 pinnatisectes; umbel·la de 4-10 radis; pètals blancs enters;fruit ovoide de 4-6 mm. Floreix de juliol a agost.

## Hàbitat
Pradells en els replans de les roques ombrívoles calcàries. En l'estatge subalpí i en la part superior de l'estatge montà (1000 a 1700 m d'altitud). Només es troba als Pirineus i la Serralada Cantàbrica. (Oròfit del sud-oest d'Europa) 